# Конструкт (психоанализ)
Конструкт (англ. Fiction) — метапсихологический термин, используемый в психоанализе и обозначающий рассмотрение ряда понятий данной дисциплины так, как если бы они являлись описывающими психические явления в виде явлений другого вида. Пример конструкта в ортодоксальной теории — психический аппарат, понимаемый в качестве состоящего из трех инстанций: Оно, Я и Сверх-Я. 
По Реберу, наиболее правильным является рассмотрение термина «конструкт» как синонима «понятия» — в том смысле, что оба данных слова могут быть охарактеризованы как «логическое или интеллектуальное образование». Также, согласно Кордуэллу, «конструкт» обозначает нечто, недоступное для непосредственного наблюдения, то есть выведенное исключительно логическими умозаключениями, исходя из некоторых наблюдаемых признаков; согласно данной точке зрения под «конструктом» понимается интеллект, наличие которого подразумевается при, скажем, описании различных моделей поведения людей.